# Pat Hurst
Pat Hurst, född 23 maj 1969 i San Leandro i Kalifornien, är en amerikansk professionell golfspelare.
Hurst studerade vid San Jose State University där hon i 1989 års NCAA Championship van den individuella titeln och ledde universitetslaget till seger. Som amatör vann hon 1986 års U.S. Girls' Junior, 1990 U.S. Women's Amateur och hon var medlem i 1990 års U.S. World Amateur Team.
I början av sin professionella karriär var hon instruktör på La Quinta Country Club i Kalifornien samtidigt som hon tävlade på Players West Tour där hon vann fem tävlingar.
Hon blev professionell 1995 då hon även blev medlem på den amerikanska LPGA-touren 1995 och samma år utsågs hon till Rolex Rookie of the Year. Det dröjde dock till 1997 innan hon vann sin första seger på touren. Det året hade hon även en andraplats i tävlingen ITT LPGA Tour Championship där hon förlorade efter särspel mot Annika Sörenstam.
Hennes största seger kom i majortävlingen Nabisco Dinah Shore 1998 och samma år slutade hon bland de tio bästa i ytterligare tio tävlingar.
Hon deltog i det amerikanska Solheim Cup-laget 1998, 2000 och 2002.

## Meriter

### Majorsegrar
- 1998 Nabisco Dinah Shore

### LPGA-segrar
- 1997 Oldsmobile Classic
- 2000 Electrolux USA Championship

### Utmärkelser
- 1995 Rolex Rookie of the Year